# Daseinsanalýza
Daseinsanalýza, v češtině analýza pobytu nebo také existenciální analýza je směr psychoterapie, založený Ludwigem Binswangerem a Medardem Bossem jako vymezující se vůči klasické freudovské psychoanalýze a na základě filosofie Martina Heideggera. Na jedné straně sice usiluje o docenění Freudových objevů, avšak zároveň o revizi striktně materialistické filosofie, ze které Freud vycházel, vymezuje se vůči psychoanalýze a analytické Jungově psychologii. Daseinsanalýza reviduje pojmy nevědomí a nevědomých mechanismů a též proces terapie a metodu výkladu snů. Klíčovým se pro daseinsanalýzu stává ústřední pojem Heideggerovy filosofie, dasein (v češtině pobyt), ze kterého si bere též svůj název. Daseinsanalýza svým zaměřením staví na zachování původních a přirozených lidských skutečností, zkušeností a hodnot a zároveň podněcuje k obnově lidské svobody a odpovědnosti. Jejím cílem není klientovo přizpůsobení, ale „naplnění jeho bytí“. Terapie ho má přivést k poznání a plnému využívání vlastních možností.

## Název
Dasein znamená da sein – bytí tu, tu být, pobyt, jsoucno, existence; analýza – odkrývání nesrozumitelného v pobytu zde, vedoucího k nesvobodě, neautenticitě. Daseinsanalýza je analýza tohoto pobytu.

## Vznik, historie, současnost
Filozoficky laděný psychoterapeutický směr vychází z existenciální filozofie (fundamentální ontologie) Martina Heideggera, od něhož přejímá základní terminologii, a z fenomenologické metody navazující na filozofii Edmunda Husserla. Vychází ze způsobu myšlení německé klasické filozofie, základní práce jsou psány těžkým květnatým stylem v rozvinutých souvětích s vymýšlením kombinovaných pojmů. Za zakladatele bývají považování Ludwig Binswanger (1881–1966) a Medard Boss (1903–1991).
Nadací Medarda Bosse posléze vznikl Daseinsanalytický institut v Curychu (Daseinsanalytisches Institut fur Psychoterapie und Psychosomatik – Medard-Boss-Stittung), od r. 1984 vychází časopis: Daseinanalyse – Phanomenologische Antropologie und Psychoterapie. Existuje i Mezinárodní sdružení pro daseinsanalýzu – Internationale Vereinigung fur Daseinsanalyse.
Daseinsanalytiky nalezneme zejména ve střední Evropě: ve Švýcarsku, Rakousku, v Česku, Maďarsku, ale i v Řecku, Belgii, Kanadě, spíše jednotlivci působí v USA, Velké Británii, Dánsku, Itálii, na Balkáně, Francii. K významnějším jménům oboru patří R. Kun, W. Bräutigam, P. Christian, A. Storch, G. Condrau, R. Straus, volněji pak V. von Gebsattel.
V Česku byla daseinsanalýza v 60. a 70. letech 20. století nepřímo zprostředkovaná Janem Patočkou, fenomenologem, heideggriánem, podporovatelem díla obou otců daseinsanalýzy. K dalším jménům v českém prostoru patří J. Němec, K. Zeman, P. Rezek, L. Horák, O. Čálek, V. Borecký, J. Růžička. Daseinsanalytický výcvik individuální i skupinový probíhá v několika málo výcvikových centrech: PVŠPS, v rámci PPF a v Institutu psychoterapeutického vzdělávání Epoché v Plzni. Česká daseinsanalytická společnost působí jako sekce České psychoterapeutické společnosti, má několik desítek členů a je napojena na daseinsanalytické společnosti v Rakousku a Švýcarsku a mezinárodní IFDA a spolupracuje s Fenomenologicko-dasainsanalytickou společností zabývající se problémy dasein ve filozofickém kontextu.

## Základní východiska
Daseinsanalytický je v zásadě fenomenologicko-hermeneutický způsob myšlení. Fenomenologický – znamená obecně přesné zkoumání jevů (nikoliv podstat) a důsledné prodlívání u daností, které je ohlašují, a to v konkrétních významech a faktickém kontextu. Tyto danosti se jako takové nevysvětlují, ale nechávají se platit ve významech, v nichž se objevují. V rámci tradičního hermeneutického výkladu pak následuje výklad smyslu, bez toho, aby se přijímaly jakékoli teoretické konstrukce, které bezprostředně nejsou obsaženy v jevech samých, jevy se na základě takových konstrukcí nevysvětlují. Výklady se udržují v rovině a jazyce bezprostřední životní zkušenosti. Daseinsanalýza tak prakticky znamená opouštění exaktnosti a kontrolovaného experimentování a přechází k intuitivnímu chápání člověka. Primárním východiskem poznávání člověka je osobní autentická zkušenost s tím, jak se člověku jeví svět. Člověk má poznat své možnosti a na jejich základě jednat, má pochopit a uskutečňovat vlastní existenci, má být autentický.

## Terapie
Daseinsanalýza se provozuje v podobě individuální i skupinové. V ní pacient hledá způsob existence, který je právě pro něj snesitelným pevným způsobem bytí ve světě. Vychází ze základních přesvědčení, že člověk je schopen uvědomovat si sám sebe a to, co dělá, činit rozhodnutí a nést za své jednání odpovědnost, je schopen uvědomit si možnost úplné izolace, ztráty významných vztahů, možnost neexistence, smrti – s tím souvisí pocit úzkosti. Cílem terapie je pak nalezení takového způsobu existence, který umožní pacientovi být sám sebou, s důrazem na pravdivé vedení života, pravdivé bytí a spolubytí. Cílem je vlastní klientovo sebepoznání, sebeaktualizace, sebezdokonalení, tedy naopak cílem není klientovo co nejdokonalejší přizpůsobení se společnosti, ale nalezení vlastních možností, schopností volby. Daseinsanalýza, zejména v současných formách, zároveň zdůrazňuje i autentické spolubytí s jinými lidmi.

## Terapeut
Daseinsanalytik se při své práci zaměřuje na pacientovo dasein, je průvodcem klienta na jeho cestě k autenticitě a nemá tudíž expertní roli. Otevřeně naslouchá, sleduje důkladný popis jednotlivých daností, je klientovým průvodcem, který nemá expertní roli. Je proto potřeba aby se terapeut co možná nejvíce zbavil všech předpokladů, předsudečnosti, musí být sám autentický, nic nevnucuje, zdůrazňuje jedinečnost a neopakovatelnost osobnosti pacienta. Daseinanalytický terapeut své postupy pečlivě neplánuje, využívá intuice.

## Nemoc v daseinsanalýze
Daseinsanalýza se v oblasti poruch vyhýbá diagnózám, diagnostickým přihrádkám, protože každý jeden člověk je tu nazírán jako jedinečný fenomén, daseinsanalýza se nesnaží pacienta vtěsnat do nějaké konkrétní škatulky. Nesnaží se o vyčerpávající vyměření chorob, ale spíše vypracovává vodítka, jak porozumět různým druhům onemocnění, podle toho, který narušený bytostný rys jedince v nich vystupuje do popředí.

## Prostředky daseinsanalýzy
Základním prostředkem daseinsanalýzy je vztah, který má ráz komunikace jedné existence s druhou. Terapeutický vztah má zásadní význam a nazývá se zde „setkáním“ v němž je rozhodující vnitřní zkušenost. Uskutečňuje se rozhovorem, při němž terapeut usiluje napomoci nasloucháním, podporou, opakováním objasnění problému. V rozhovoru funguje základní vodítko: fenomenologické pravidlo vnímat bezprostřední danosti a odkazovací souvislosti věcí samých a prodlévání u nich. Terapeut pacienta respektuje a akceptuje, ovšem neuspokojuje mu jeho životní přání. Každý vztah v psychoterapii považuje za původní a autentický, nikoli přenesený, nepracuje v terapii s předpokladem existence přenosového vztahu.
Daseinsanalýza na rozdíl zejména od psychoanalýzy či analytické psychologie nehledá skryté příčiny pacientových nesnází, ale bere jeho výpovědi vážně a jejich výkladem se snaží zprostředkovat porozumění jeho lidské situaci, zejména jeho starosti, konečnosti a smrtelnosti. Daseinsanalýza neuznává psychoanalytické představy nevědomí, pokládá je za vyspekulované a nevykazatelné. Jiné je i její pojetí odporu, kdy se podle daseinsanalýzy jedná o skutečnosti, které si pacient ještě nikdy nepřipustil, ale nikoli proto, že by byly uzavřené v nevědomí. Terapeut pomáhá klientovi tyto odpory tzv. rozpouštět.

## Duchovnost, mravnost, láska
Daseinsanalýza se zároveň v terapeutickém procesu zabývá objevováním mravnosti jakožto atributu lidské existence. Terapeut pomáhá klientovi nalézt autentické mravní přesvědčení a odlišit ho od nevlastních, vnucených a nepřijatelných hodnot a norem. Morální aspekt lidské existence je považován za integrální součást žitého života. Akcent daseinsanalýza klade na tradici hodnot dané kultury. Duchovní proudy vyrůstající z „cizí“ půdy nemohou být naší cestou, stejně tak jako naše nemůže nahradit jejich. Tím je ale nezavrhuje, jen je nechává na té straně, kam se domnívá, že patří. Láska je podle daseinsanalýzy nezávislá na sexualitě. Jedná se o vztah, ve kterém člověk druhému člověku dopřává plné uskutečnění všech jeho bytostních možností. Sexualita je vztahová záležitost, ve které je pokaždé zapojen celý člověk a nikoli jen příslušné orgány. Láska jako taková je významnou posilou v nejistotách lidské existence, je zároveň stavem milosti tehdy, je-li zároveň přiléhavou péčí. Péčí o to, co milujeme, i péčí o to, co se nám prostřednictvím lásky dostává.

## Skupinová daseinsanalýza
Zakladatelé daseinsanalýzy nevnímali skupinovou terapii pozitivně, jako přínos pro terapii. Jejich postoje zřejmě pocházely z heidegrovské filosofické základny daseinsanalýzy, z představy, že ve společenství je člověk ohrožen anonymním ono se, člověk se odklání sám od sebe, ztrácí plnost a identitu. Možnosti spolubytí zakladatelé uznávali jen u dyadických vztahů, tvrdili, že ve skupině nedochází k porozumění věci samé. Současný přirozeně antropologický přístup, rozvíjený v pražské škole (Oldřich Čálek, Jiří Růžička), chápe skupinový proces jako proces umožňující a ukazující na jiné alternativy rozhodování, jako přístup, který je možný pouze tehdy, když neuznává přenos, jsou to vztahy pravé, nové a aktuální, autentické. Stejně jako v dyadické psychoterapii je zde tím, co léčí, vztah. Skupinová terapie umožňuje vztahy nejen mezi terapeutem a klientem, ale mezi klienty navzájem, a takové vztahy jsou více méně symetrické. Dochází tu ke sdělování, sdílení, účasti a ke slovu přichází fenomén my, hovoří se o myství.

## Sny, Imaginace
Zásady daseinsanalýzy se uplatňují i při výkladu snů a imaginací. Důležitý je rozhovor, a v něm se vyjevující individuální reflexe snícího či imaginujícího. Opět neredukuje, nepoužívá žádných předem daných teoretických konstruktů, vychází z věci samé a z jejích souvislostí. Klíčem ke všem souvislostem a významovému porozumění je pacient sám. Člověk je i v tomto výkladu tím, kdo rozumí bytí, světu i sobě.